# بلاغت فمینیستی
بلاغت فمینیستی (به انگلیسی: Feminist rhetoric)‌ یا خطابه فمینیستی بر روایت‌های همه گروه‌های جمعیتی، از جمله زنان و دیگر گروه‌های به حاشیه رانده‌شده، در بررسی یا تجربه بلاغت تأکید دارد. بلاغت فمینیستی منحصراً بر خطابه زنان یا فمینیست‌ها تمرکز نمی‌کند، بلکه اصول فمینیستیِ‌شمول، اجتماع و برابری را بر مدل کلاسیک و مردسالارانه اقناع که افراد را از تجربیات خودشان جدا می‌کند، در اولویت قرار می‌دهد. بلاغت فمینیستی، که به‌عنوان عمل تولید یا مطالعه گفتمان‌های فمینیستی دیده می‌شود، بر تجربیات زیسته و تاریخ همه انسان‌ها در انواع مختلف تجربه تأکید و از آن‌ها حمایت می‌کند. همچنین، مکان‌های سنتی را بازتعریف می‌کند تا مکان‌های غیرسنتی مانند تظاهرات، نامه‌نگاری و فرآیندهای دیجیتال و شیوه‌های جایگزین مانند گوش دادن بلاغی و سکوت سازنده را نیز در بر بگیرد. شریل گلن در کتاب خود با عنوان «فمینیسم بلاغی و چیزی که امید نامیده می‌شود» (۲۰۱۸)، فمینیسم بلاغی را «مجموعه‌ای از تاکتیک‌ها» توصیف می‌کند که فرصت‌های بلاغی را از نظر این‌که چه کسی سخنور محسوب می‌شود، چه کسی می‌تواند در جایگاه مخاطب قرار بگیرد و مخاطبان چه کاری می‌توانند انجام دهند، چند برابر می‌کند.» فمینیسم بلاغی راهبردی است که با اشکال سنتی بلاغت مقابله می‌کند، گفتگو را بر تک‌گویی ترجیح می‌دهد و به‌دنبال بازتعریف نحوه نگاه مخاطبان به جذابیت‌های بلاغی است.

## تعریف و اهداف
فمینیسم به‌عنوان فرقه‌ای که به مدت ۲۵۰۰ سال خاموش مانده بود، با موج دوم در دهه‌های ۱۹۶۰ و ۱۹۷۰، به‌ویژه از طریق نوشته‌های نویسندگانی مانند بل هوکس که از زبان رایج و تجربیات شخصی به‌عنوان مبنایی برای بررسی انتقادی مسائل دانشگاهی، فرهنگی و اجتماعی استفاده می‌کردند، شروع به قدرت گرفتن کرد. فمینیسم بلاغی به‌عنوان یک رشته دانشگاهی از اواسط دهه ۱۹۸۰، زمانی که زنان در دانشگاه، استانداردهای سنت بلاغی غربی را با ایدئولوژی فمینیستی به چالش کشیدند، تکامل یافت. پاتریشیا بیزل، کارلین کوهرس کمپبل، لیزا اد، شریل گلن، شرلی ویلسون لوگان، آندره‌آ لانسفورد و کریستا راتکلیف، همگی از نظریه‌پردازان اولیه بلاغت فمینیستی بودند که پیشرفت‌های چشمگیری در این زمینه ایجاد کردند.
در اواسط دهه ۱۹۹۰، این تصور سنتی ارسطویی که خطابه اساساً اقناع‌کننده است، توسط سخنوران فمینیست که اقناع، را منعکس‌کننده یک سوگیری مردسالارانه می‌دانستند، که همزمان مردم را از تجربیات، فرهنگ‌ها و شیوه‌های ارتباطی خودشان بیگانه می‌کند و بر آن‌ها اعمال قدرت می‌کند، زیر سؤال رفت. تأکید بر درک به‌جای اقناع، زیربنای بخش زیادی از فمینیسم بلاغی است که افراد به‌حاشیه‌رانده را افرادی برابر قابل تعامل و قابل گوش دادن می‌داند. با بازتعریف «غیرانسانی» از خطابه اقناعی کلاسیک، که در آن تجربیات یک گروه تحت سلطه و حس بی‌ارزشی در برابر گروه دیگری، که اقناع‌کننده‌تر هستند، خطابه فمینیستی در پی برابری و ارج نهادن به تجربیات همه موجودات زنده است.
از آن‌جا که بلاغت یک مصنوع فرهنگی است که منعکس‌کننده ارزش‌های اجتماعی جامعه‌ای است که آن را خلق می‌کند، غیبت زنان و دیگر گروه‌های به حاشیه رانده‌شده، خاموش‌سازی مردسالارانه تجربیات زنان را آشکار می‌کند؛ علاوه بر این، بی‌ارزش کردن تصویر و تجربیات زنان (احساسی/منفعل) در تضاد با ارتقای تصویر و تجربیات مردان (عقلانی/فعال) است. محققان بلاغت فمینیستی، داستان زنانی را که قبلاً نادیده گرفته شده یا به جایگاه درجه دو تنزل یافته بودند، به تاریخ بلاغت اضافه می‌کنند، مباحث فمینیسم و نظریه بلاغت را با هم ترکیب می‌کنند و با هدف ارتقای صداهای قشر به حاشیه رانده‌شده در تاریخ، نقد بلاغی از دیدگاه‌های فمینیستی ارائه می‌دهند. محققان بلاغی فمینیست، روایت غالب مردسالارانه، به‌ویژه طبقه‌بندی‌ها و تعاریف افلاطونی و ارسطویی را به چالش کشیده و از نو تعریف می‌کنند.